# Hemicentetes nigriceps
Hemicentetes nigriceps är en däggdjursart som beskrevs av Albert Günther 1875. Hemicentetes nigriceps ingår i släktet halvtanrekar, och familjen tanrekar. IUCN kategoriserar arten globalt som livskraftig. Inga underarter finns listade i Catalogue of Life.

## Utseende
Arten blir 12 till 16 cm lång, saknar svans och väger 70 till 160 g. På ovansidan är många tjocka taggar inblandade i pälsen som är på huvudet. Ryggen och bålens sidor har en svartbrun färg med några ojämna längsgående strimmor. På hjässan förekommer bara svart päls. Undersidan är täckt av vitaktig päls och där finns bara enstaka taggar. Jämförd med den andra arten i samma släkte, Hemicentetes semispinosus, har Hemicentetes nigriceps mer päls och mindre eller ingen gul färg i pälsen och taggarna. De flesta taggar kan bytas ut under livet. Bara på rumpan finns cirka 11 fasta taggar som skapar ett ljud när de skakas. Huvudet är långsträckt och det finns bara ett fåtal små tänder.

## Utbredning och habitat
Detta däggdjur lever på östra Madagaskar. Arten vistas i regioner som ligger 1200 till 2350 meter över havet. Habitatet utgörs av fuktiga skogar och dessutom besöks jordbruksmark samt trädgårdar. Ibland hittas Hemicentetes nigriceps i byar som ligger ganska långt från närmaste skog.

## Ekologi
Arten är aktiv på natten. Under den kalla årstiden intar den tidvis ett stelt tillstånd (torpor) för att kompensera matbristen. Födan utgörs av daggmaskar och av andra mjuka ryggradslösa djur. Vanligen söker en fock tillsammans efter föda och de gräver med nosen i lövskiktet eller i mjuk jord för att nå sina byten. Ibland trummar de med fötterna på marken för att få vilande maskar i rörelse.
Förutom ljudet från taggarna som kan uppfattas över 10 meter har Hemicentetes nigriceps olika läten för kommunikationen. Individerna som hölls i fångenskap skapade dessutom med tungan ett klickande ljud som troligen används för ekolokaliseringen.
Arten fortplantar sig vanligen under regntiden mellan november och april, med vissa undantag. Dräktigheten varar 55 till 63 dagar och sedan föds 2 till 8 ungar. De är i början blinda och hjälplösa men de har en snabb utveckling. Ungarna öppnar sina ögon efter 7 till 8 dagar och de diar sin mor 18 till 25 dagar. Könsmognaden infaller efter 35 till 40 dagar. Fadern deltar inte i ungarnas uppfostring. Livslängden i naturen är inte känd. Exemplar i fångenskap levde vanligen två år och sällan tre år.
Djuret jagas av Madagaskarrovdjur och av Dumerils boa (Acrantophis dumerili). Ibland dödas den av människor för köttets skull. För att försvara sig riktas taggarna upp liksom hos igelkottar. Dessutom hoppar arten i närheten av fiendens nos men den skapar ingen sluten boll.